# Том Свіфт (персонаж)
Том Свіфт (англ. Tom Swift) — головний герой серії однойменних книг для підлітків у жанрі наукової фантастики та пригод, що видаються в США від початку XX століття. Спочатку Том Свіфт — юний геній, винаходи якого випереджають свій час: мотоцикл з турбінним двигуном, моторний човен, повітряний корабель, електрична рушниця, фототелефон тощо.

## Поява
Книги про геніального винахідника з'явилися на хвилі популярності жанру едісонади. Перші книги про Тома Свіфта випустило 1910 року видавництво «Stratemeyer Syndicate», що спеціалізується на дитячій та підлітковій літературі. Образ героя вигадав засновник видавництва Едвард Стратемаєр. Над книгами працювала група авторів під спільним псевдонімом Віктор Епплтон, серед яких були сам Едвард Стратемаєр та його дочка Гаррієт. Ім'я цього вигаданого письменника використовувалося й у наступних серіях. Ім'я «Том Свіфт» вперше зустрічається в «Shorthand Tom the Reporter; Or, the Exploits of a Bright Boy» (1903) видавництва Стратемаєра.
Перша серія книг видавалася від 1910 до 1941 року і налічує 40 томів.
Друга серія книг налічує 33 томи. 1954 року Гаррієт Адамс створила «Тома Свіфта-молодшого» — сина винахідника, який подорослішав, і видавала книги під псевдонімом «Віктор Епплтон II». Тексти писали також інші письменники. Сюжети книг другої серії подібні до сюжетів оригінальної серії — науково-технічні відкриття та винаходи Тома Свіфта, а також всілякі пригоди, пов'язані з ними. Серія виходила до 1971 року.
Третя серія (1981—1984) присвячена космічним подорожам Тома Свіфта-молодшого і містить 11 томів. Права на героя видавництва Стратемаєра отримало також видавництво «Simon & Schuster». Останнє випустило згодом дві наступні серії.
Четверта серія 1991—1993 років містить 13 томів і повертає Тома Свіфта-молодшого на Землю.
П'ята серія «Tom Swift, Young Inventor» (від 2006 року) включає півдюжини книг.
Книги про пригоди Тома Свіфта поза США перекладалися і видавалися норвезькою, французькою, ісландською та фінською мовами.

## Герой

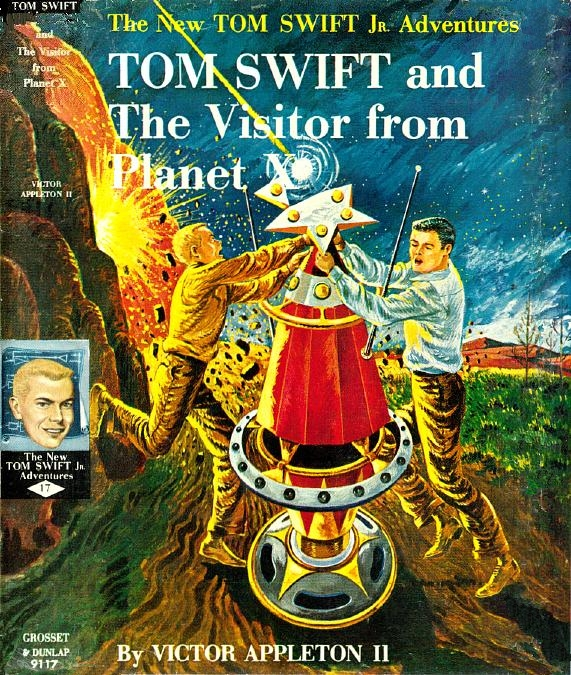
Обкладинка однієї з книг про пригоди Тома Свіфта молодшого (1961)

Том — геній від природи із загальною освітою, створений за зразком Генрі Форда, Томаса Едісона, Гленна Кертіса.
Можна простежити, як характер винаходів Тома Свіфта змінюється разом із науковим прогресом: якщо в першій серії він винаходить засоби бездротового зв'язку та літальні апарати, то останні серії присвячені досягненням сучасної науки (космічним технологіям, кібернетиці, генній інженерії, нанотехнологіям). Багато винаходів Тома Свіфта мають реальні прототипи (синтезування алмазів Чарльза Парсонса) або передбачали технологічний розвиток. Наприклад, книга «Том Свіфт і його фототелефон» вийшла 1912 року, а ідея надсилання зображень телефоном почала розвиватися від 1925 року; в книзі «Том Свіфт і його чарівна камера» 1912 року описується ідея портативної відеокамери, що буде обговорюватися тільки від 1923.

## Вплив
1914 року Едвард Стратемаєр планував створення фільму про Тома Свіфта, але цей та пізніші проєкти не реалізувалися. 1946 року на радіо в США виходили читання книг. Тома Свіфта натхненником називають низка винахідників, учених і письменників: Реймонд Курцвейл, Роберт Гайнлайн, Айзек Азімов, Стів Возняк. Авторка книги «Віднесені вітром» Марґарет Мітчелл зізнавалася, що читала в дитинстві книги про Тома Свіфта. Згадки про Тома Свіфта нерідко можна зустріти в книгах американських письменників: зокрема, у Рея Бредбері та Стівена Кінга.
Літературний стиль книжок про Тома Свіфта обтяжений прислівниками, що в 1950—1960-х роках породило тип каламбуру «свіфтика» завдяки характерному стилю діалогів у книгах про Свіфта:
- «Нам треба тікати! — стрімко сказав Том Свіфт».
- «Я просто винайшов новий тип лампочки, — сказав Том Свіфт, сяючи».

Назву електрошоковій зброї «Тейзер» винахідник Джек Кавер дав за початковими літерами твору «Tom Swift and His Electric Rifle» (1911), додавши для легкості вимови сполучну голосну: Taser.